# Heinrich Enckhausen
Heinrich Friedrich Enckhausen (auch in den Schreibweisen Enkhausen, Enghausen und Enghusen vorkommend, * 25. September 1799 in Celle; † 15. Januar 1885 in Hannover) war ein deutscher Pianist, Organist, Hornist, Komponist und Gesangslehrer.

## Leben und Werk
Heinrich Friedrich Enckhausen begann mit Musikstudien bei seinem Vater Heinrich Friedrich Enckhausen, dem letzten Ratsmusiker von Celle. 1816 wurde er in die Musikkapelle der Kürassiere in Celle aufgenommen und spielte dort Violine, Flöte, Klarinette, Violoncello und Pianoforte. 1826 zog er nach Berlin und studierte dort bei Aloys Schmitt Klavier und Tonsatz. Enckhausen ging mit Schmitt an den Hof von Hannover, als dieser dort zum Hoforganisten ernannt wurde. Enckhausen spielte dort von 1827 bis 1832 als Hornist im Hoforchester. Nach Schmitts Weggang von Hannover leitete Enckhausen die Singakademie. Er wurde 1833 Gesangslehrer am Lehrerseminar. 1839 erhielt er schließlich die Organistenstelle an der Schlosskirche Hannover, die er bis zu seiner Pensionierung hielt. Ab 1845 wirkte er als Gesangslehrer am Lyzeum in Hannover.
Unterdessen war Enckhausem am 16. Juni 1836 Mitglied der St.-Johannis-Freimaurerloge Zur Ceder.
Enckhausens jüngerer Bruder Georg (1801–1868) wirkte als Organist in  Hermannsburg.
Am 29. Oktober 1843 wurde in Hannover Enckhausens Tochter, die spätere Schriftstellerin Malwine Enckhausen geboren.
Enckhausen schrieb die Oper Der Savoyard (Hannover, 1832) und geistliche Musik. Zudem komponierte er etwa 70 Stücke für Militärkapelle, Klavier und für Solostimmen.